# ميك جوستين
ميك جوستين (بالإنجليزية: Mick Heath)‏ (9 يناير 1953 في المملكة المتحدة - ) هو لاعب كرة قدم بريطاني في مركز الهجوم. لعب مع نادي برينتفورد ونادي ويمبلدون ونادي ساوثال ووالتون وهرشام ‏.